# Reprezentacja Serbii i Czarnogóry w piłce wodnej kobiet
Reprezentacja Serbii i Czarnogóry w piłce wodnej kobiet – zespół, biorący udział w imieniu Serbii w meczach i sportowych imprezach międzynarodowych w piłce wodnej, powoływany przez selekcjonera, w którym mogą występować wyłącznie zawodnicy posiadający obywatelstwo SR Jugosławii (od 27 kwietnia 1992 do 4 lutego 2003 roku) oraz Serbii i Czarnogóry (od 4 lutego 2003 do 8 czerwca 2006 roku). Za jej funkcjonowanie odpowiedzialny był Jugosłowiański Związek Piłki Wodnej (VSJ), a potem Związek Piłki Wodnej Serbii i Czarnogóry (VSSiCG), który był członkiem Międzynarodowej Federacji Pływackiej. Po jego rozwiązaniu oba państwa będące następcami nadal znajdowały się na czele świata, ale Serbia odniosła dużo większy sukces.